# Yoshiki Takahashi (Fußballspieler, 1985)
Yoshiki Takahashi (jap. 高橋 義希, Takahashi Yoshiki; * 14. Mai 1985 in Suzaka, Präfektur Nagano) ist ein ehemaliger japanischer Fußballspieler.

## Karriere
Yoshiki Takahashi erlernte das Fußballspielen in der Schulmannschaft der Matsusho Gakuen High School in Matsumoto. Seinen ersten Profivertrag unterschrieb er 2004 bei Sagan Tosu. Der Verein aus Tosu spielte in der zweithöchsten Liga des Landes, der J2 League. Bis 2009 absolvierte er 242 Zweitligaspiele. 2010 wechselte er zu Vegalta Sendai nach Sendai. Hier unterzeichnete er einen Dreijahresvertrag. Für Sendai absolvierte er 32 Spiele in der J1 League. Sein ehemaliger Club Sagan Tosu, der Ende 2011 in die erste Liga aufgestiegen war, lieh ihn die Saison 2012 aus. Nach der Ausleihe wurde er von Sagan fest verpflichtet. Nach der Saison 2021 beendete er seine Karriere als Fußballspieler. 